# Prison de Reading
HM Prison Reading
La prison de Reading (en anglais : HM Prison Reading), également connue sous le nom ancien de « geôle de Reading » (en anglais : Reading Gaol), est un ancien établissement pénitentiaire situé en Angleterre, à Reading dans le comté de Berkshire. La prison est gérée, jusqu’à sa fermeture à la fin 2013, par le His Majesty's Prison Service. La prison est un monument historique du Royaume-Uni.

## Histoire

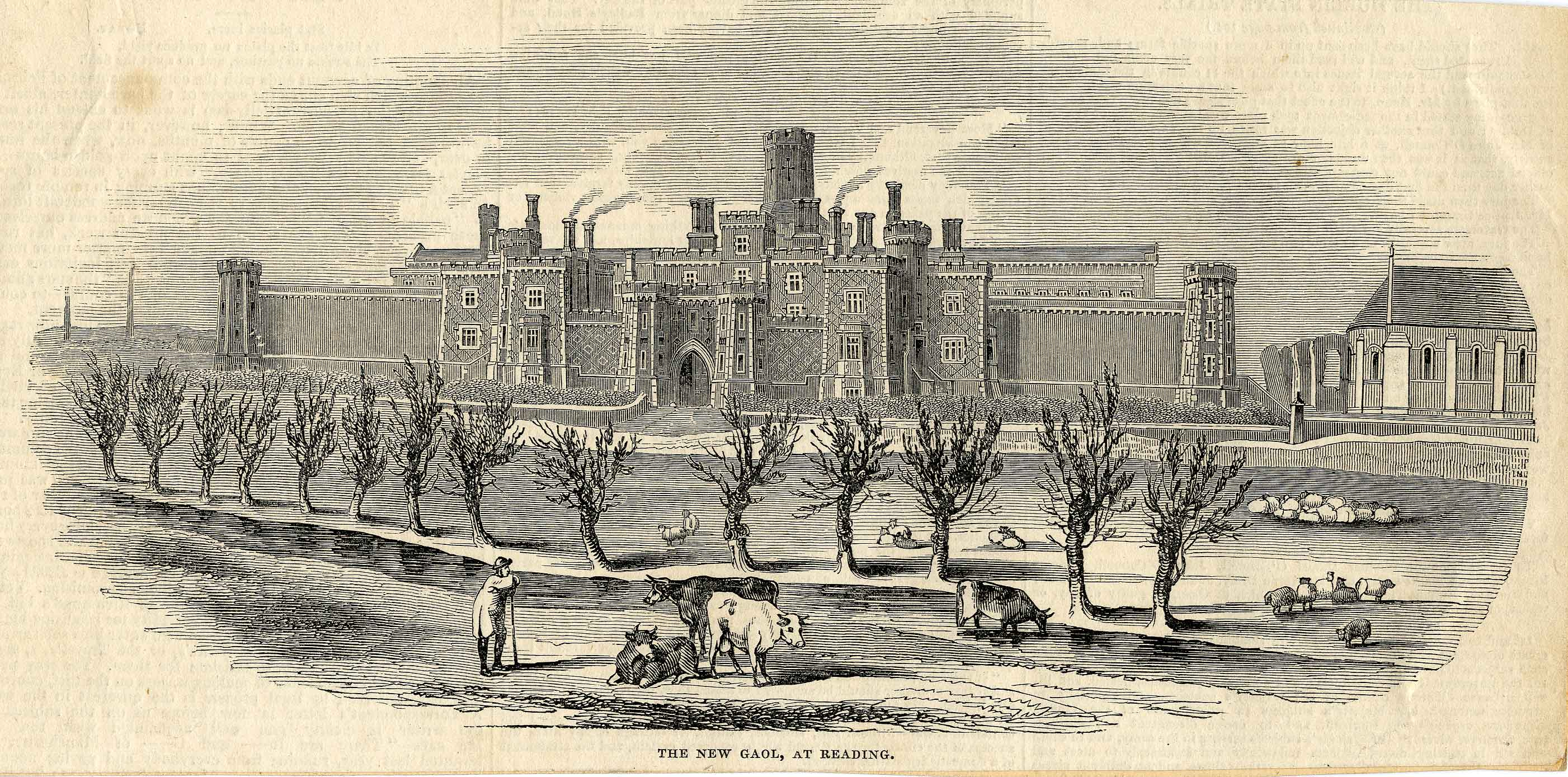
La geôle de Reading en 1844

La prison de Reading est édifiée en 1844 pour servir de pénitencier au comté du Berkshire, sur les lieux d’une prison plus ancienne, le long de l’abbaye de Reading et non loin de la Kennet.
Conçue par George Gilbert Scott, elle s’inspire de la « prison modèle » de Pentonville et suit un plan cruciforme ; l’édifice est un exemple des débuts du style victorien en matière carcérale. La prison de Pentonville, bâtie en 1842, s’inspire elle-même de l’Eastern State Penitentiary, érigée en 1829 à Philadelphie aux États-Unis.
La prison est pensée pour mettre en œuvre ce qui est alors l’une des techniques de contrôle carcéral les plus récentes, le « régime pennsylvanien ». Étant la prison du comté, sa cour accueille plusieurs exécutions publiques, la première dès 1845 devant 10 000 personnes ; après 1868, les exécutions ne se tiennent plus qu’à l’intérieur de la prison, la dernière ayant lieu en 1913.
La prison de Reading est utilisée pour détenir des prisonniers irlandais arrêtés après l’insurrection de Pâques 1916, pour l’internement de suspects au cours des deux guerres mondiales, puis comme maison de correction. La plupart des prisonniers, entre 1914 et 1918, sont des individus aux racines allemandes, mais on trouve aussi des Latino-Américains, des Belges et des Hongrois. En 1969, l’aile où les Irlandais avaient été détenus est rasée.
En 1973, la prison de Reading change de statut et devient une prison locale ; de cette époque date la suppression de son mur d’enceinte. Le bâtiment est classé monument historique en 1978. En 1992, la prison est transformée en centre de détention pour jeunes délinquants, accueillant des prisonniers âgés de 18 à 21 ans.
Les lieux sont aménagés en cellules simples ou doubles, réparties dans trois ailes. La prison compte également une unité « résidentielle » (l’aile Kennet) aménagée en prison ouverte. L’établissement compte également deux ensembles éducatifs, l’un géré par le service des prisons, l’autre par l’établissement d’enseignement supérieur Milton Keynes College. La bibliothèque de la maison d’arrêt est gérée avec les autres bibliothèques publiques de Reading par le Reading Borough Libraries.

## Fermeture
Le 4 septembre 2013, les autorités annoncent la fermeture prochaine de l’établissement pénitentiaire, fermeture effective en novembre de la même année.
À la suite de la désaffectation de l’établissement, des voix s’élèvent pour conserver les murs de la prison à des fins touristiques et le conseil de Reading annonce son intention d’acquérir le complexe. En juin 2014, il est envisagé d’y ouvrir un théâtre. Toutefois, en novembre 2015, le chancelier de l'Échiquier George Osborne et le secrétaire d'État à la Justice Michael Gove annoncent la cession des bâtiments à un consortium de promoteurs immobiliers.
En mai 2016, l’ancienne prison est mise à disposition du comité d’organisation Année de la Culture, Reading 2016 pour en faire un lieu d’exposition temporaire.

## Détenus célèbres
- Oscar Wilde, poète irlandais (1854-1900) auteur du poème La Ballade de la geôle de Reading inspiré par l’exécution de Charles Thomas Wooldridge (1896) ;
- Stacy Keach, acteur américain, y séjourne 6 mois en 1984 pour trafic de cocaïne ;
- Amelia Dyer (1838-1896), tueuse en série britannique.
- Anthony Joshua, champion de boxe poids lourds, placé en détention provisoire en 2009, pour ce qu'il décrit comme « s'être battu et d'autres trucs dingues »[9],[10].